# Erzsébet Dolník
Erzsébet Dolník (13 de maio de 1940 - 12 de abril de 2021) foi uma política eslovaca que mais tarde adquiriu a cidadania húngara.

## Biografia
Como membro do Partido da Comunidade Húngara, esteve entre 1998 e 2006 no Parlamento Eslovaco. No período de 2002 a 2006, ela substituiu Árpád Duka-Zólyomi. Em 2011, Dolník adquiriu a cidadania húngara.
Faleceu no dia 12 de abril de 2021, aos 80 anos.